# ОТ-133
ХТ-133 (ОТ-133)  — советская огнемётная модификация лёгкого танка Т-26, разработанная в 1938 году КБ-2 завода № 174. Принят на вооружение после испытаний в октябре 1939 года и выпускался в течение 1940 года. Всего было произведено 182 единицы, часть из которых применялась в начальный период Великой Отечественной войны.

## История создания
ОТ-133 был создан на базе Т-26 образца 1939 года. Основные изменения коснулись конструкции корпуса и башни: верхние броневые листы подбашенной коробки получили скошенную форму, а вместо цилиндрической башни была установлена коническая. Ходовая часть машины была также улучшена.
Серийное производство осуществлялось на заводе № 174 в Ленинграде:
- 1939 — 4;
- 1940 — 265, в том числе 10 для НКВМФ.

Кроме того в ХТ-133 было переделано 70 ХТ-26.
В декабре 1939 г. 17 машин были подвергнуты дополнительному бронированию путем экранирования.

## Описание конструкции
Башня была смещена вправо относительно продольной оси танка. Слева от неё находились два резервуара для огнесмеси общей ёмкостью 400 литров. Дальность огнеметания на смеси мазута с керосином составляла 50 м. Количество односекундных выстрелов — 40. За один выстрел выбрасывалось 9 литров огнесмеси, которая поджигалась от факела горящего бензина, а бензин — от электрозапальной свечи.
Масса танка — 10 тонн, экипаж — два человека

### Вооружение
Основное вооружение — огнемёт с дальностью огнеметания до 50 метров. По сравнению с ОТ-130 были внесены следующие изменения:
- два редуктора заменены на один, более производительный;
- добавлен ножной спуск огнемёта;
- модернизирована система поджига огнесмеси.

Вспомогательное вооружение состояло из двух 7,62-мм пулемётов ДТ:
- спаренного с огнемётом;
- кормового в нише башни.

Боекомплект составлял 3528 патронов.

## Модернизация
В 1938—1940 годах огнемётные танки модернизировались (ОТ-131, ОТ-132, ОТ-133). ОТ-133 имел, помимо огнемёта, два пулемёта и достиг массы 10,5 тонн.